# Lady (Batterie)

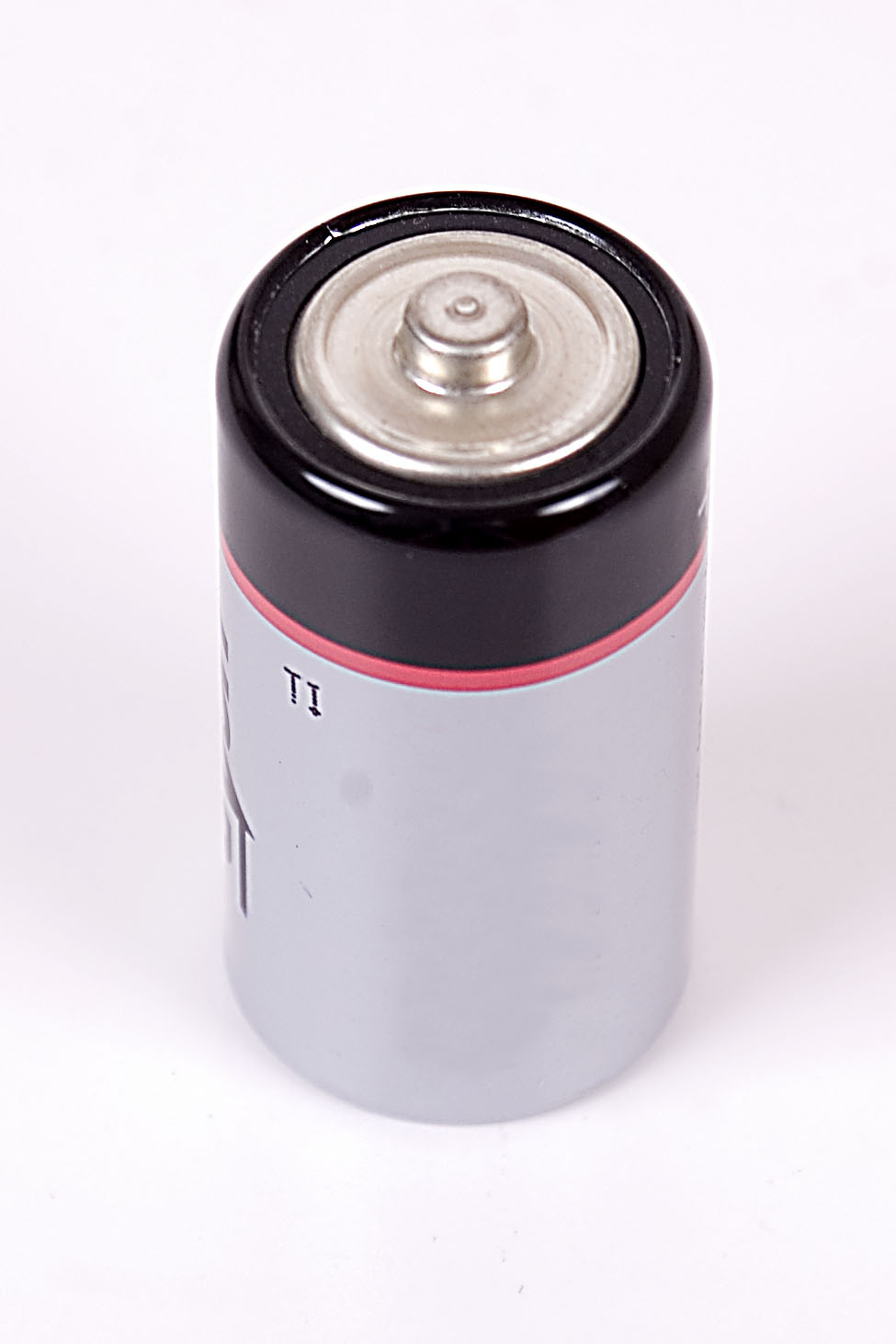
Lady-Batterie

Lady ist der Name eines Batterientyps. Die amerikanische Bezeichnung lautet N.
Bei Lady handelt es sich zumeist um eine Alkaline-, gelegentlich auch um eine Zink-Kohle-Zelle. Ihr Durchmesser beträgt nach ANSI 12 mm, ihre Höhe 30,2 mm. Der offizielle Name in Europa lautet UM-5 (Zink/Kohle) oder AM-5/LR-1 (Alkaline). Die Spannung beträgt 1,5 V.
Laut Originalverpackung der Firma Panasonic werden für diesen Batterietyp folgende Bezeichnungen verwendet:
MN9100, LADY, N, 4901, R1, E90, AM5, 910A u. die re-ordernr.: LR1L/1BE
Quecksilberbatterien dieser Baugröße werden wegen mangelnder Umweltverträglichkeit nicht mehr hergestellt.
| Elektrochemisches System                        | Nennspannung in (V)                             | IEC                                             | ANSI                                            | Sonstige Bezeichnung                            | typ. Kapazität in (mAh)                         | typ. Energie in (Wh)                            |
| Nichtwiederaufladbare Ladyzellen (Primärzellen) | Nichtwiederaufladbare Ladyzellen (Primärzellen) | Nichtwiederaufladbare Ladyzellen (Primärzellen) | Nichtwiederaufladbare Ladyzellen (Primärzellen) | Nichtwiederaufladbare Ladyzellen (Primärzellen) | Nichtwiederaufladbare Ladyzellen (Primärzellen) | Nichtwiederaufladbare Ladyzellen (Primärzellen) |
| ----------------------------------------------- | ----------------------------------------------- | ----------------------------------------------- | ----------------------------------------------- | ----------------------------------------------- | ----------------------------------------------- | ----------------------------------------------- |
| Alkali-Mangan                                   | 1,5                                             | LR1                                             | 910A                                            | AM-5                                            | 800–1000                                        | 1,2–1,5                                         |
| Zink-Kohle                                      | 1,5                                             | R1                                              | 910D                                            | UM-5                                            | 400                                             | 0,6                                             |
| Wiederaufladbare Ladyzellen (Sekundärzellen)    |                                                 |                                                 |                                                 |                                                 |                                                 |                                                 |
| Nickel-Metallhydrid                             | 1,2                                             | HR1                                             |                                                 |                                                 | 350–500                                         | 0,44–0,62                                       |
| Nickel-Cadmium                                  | 1,2                                             | KR1                                             |                                                 |                                                 | 150–180                                         | 0,18–0,22                                       |

Diese Batteriegröße wird bei sehr beengten Platzverhältnissen genutzt, zum Beispiel für Türöffner, Fahrradbeleuchtung, LED-Taschenlampen, Taschenrechner, schnurlose Mikrofone, Laserpointer oder elektrisch betriebene Erotikartikel.